# Kabbelaarsbank
De Kabbelaarsbank is een natuurgebied dat halverwege de Brouwersdam ligt, tussen Goeree-Overflakkee en Schouwen-Duiveland. Deze zandplaat, was van oudsher een ondiepte in het Brouwershavense Gat, die bij eb droogviel. Bij de aanleg van de Brouwersdam in 1971, werd een deel van de Kabbelaarsbank opgehoogd en gebruikt als werkeiland. Na de afsluiting van de Grevelingen van de Noordzee, waardoor er geen eb en vloed meer was, kwam ook het lager gelegen gedeelte van de zandplaat voorgoed boven water. Om het zand vast te houden werden stuifschermen geplaatst zodat duintjes ontstonden. Het inzaaien van gras voorkwam verdere verstuiving. vervolgens werd in 1974 een bos aangeplant. Zo ontstond in de loop der jaren een gevarieerd natuurgebied.
Aan het eind van de jaren tachtig zijn door het natuurgebied twee wandelroutes aangelegd. Deze routes gaan door het bos, via de duinen, over bloemweides en langs kreken. Her en der zijn interessante doorkijkjes naar de Grevelingen. Bovendien komt u op beide wandelingen een vogelkijkscherm tegen zodat ook het vogelleven op het water te zien is.